# Pamięć adresowana zawartością
Pamięć adresowana zawartością, pamięć skojarzeniowa, pamięć asocjacyjna, CAM (od ang. content-addressable memory) – pamięć używana, między innymi, w przełącznikach do przechowywania tablicy przełączania. Jest to rodzaj pamięci o krótkim czasie dostępu.
Stosuje się ją w przełącznikach do realizacji następujących funkcji:
- wydobywania i przetwarzania informacji o adresie z przychodzących pakietów z danymi
- porównania adresu odbiorcy z zapamiętaną tablicą adresów.

Pamięć ta przechowuje adresy MAC hostów i powiązane z nimi numery portów. Pamięć CAM porównuje odebrane adresy MAC odbiorców z zawartością tablicy. Jeśli zostanie znaleziony pasujący adres, pamięć CAM podaje numer portu, a mechanizm trasowania przesyła pakiet do odpowiedniego portu i adresu.